# Parafia Niepokalanego Poczęcia Najświętszej Maryi Panny w Małowicach
Parafia Niepokalanego Poczęcia Najświętszej Maryi Panny w Małowicach – znajduje się w dekanacie Wołów w archidiecezji wrocławskiej. Erygowana w 1991 roku.
Obsługiwana przez księży archidiecezjalnych. Jej proboszczem jest ks. mgr Jan Mazur RM .

## Parafialne księgi metrykalne
| Księgi metrykalne | Okres ewidencji |
| ----------------- | --------------- |
| chrztów           | 1992 –          |
| ślubów            | 1992 –          |
| zgonów            | 1992 –          |